# Jeremy Silman
Jeremy Silman, född 28 augusti 1954 i Del Rio, Texas, död 21 september 2023 i Los Angeles, Kalifornien, var en amerikansk schackspelare och schackförfattare. Flera av Silmans schackböcker handlar om positionella obalanser.